# Vivian Martin
Pour les articles homonymes, voir Martin.
Vivian Martin, née à Sparta (Michigan) le 22 juillet 1893 et morte à New York le 16 mars 1987, est une actrice américaine du cinéma muet et au théâtre.

## Biographie

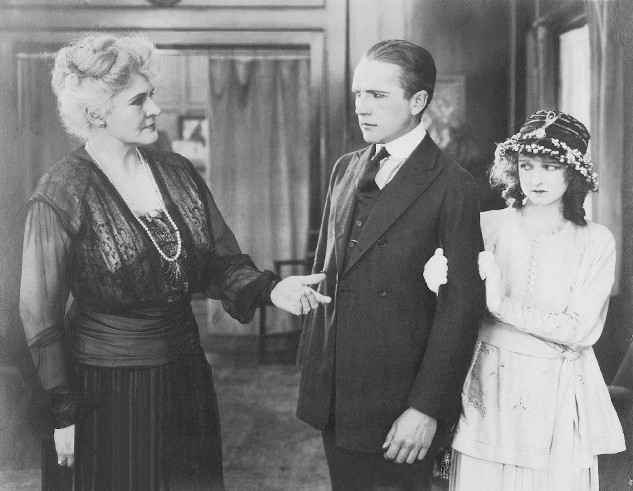
Vivian Martin (à droite) dans A Kiss for Susie (1917)

Vivian Martin commence sa carrière comme enfant acteur avec le comédien Lew Fields dans Stop Thief, Officer 666, Le Fils unique et, avec Richard Mansfield, dans Cyrano de Bergerac.

## Filmographie
- 1914 : Fille de pirates (The Wishing Ring: An Idyll of Old England) de Maurice Tourneur : Sally, la fille de  Parson
- 1915 : Old Dutch : Violet Streussand
- 1915 : The Arrival of Perpetua : Perpetua
- 1915 : An Indian Diamond
- 1915 : The Little Miss Brown : Betty Brown
- 1915 : The Little Dutch Girl : Little Dutch, 'Bebie'
- 1915 : The Little Mademoiselle : Lili Breval
- 1915 : Insouciance (A Butterfly on the Wheel) de Maurice Tourneur : Peggy Admaston
- 1915 : Over Night : Mrs. Elsie Darling
- 1916 : Merely Mary Ann de John G. Adolfi : Mary Ann
- 1916 : A Modern Thelma (en) de John G. Adolfi : Thelma
- 1916 : The Stronger Love de Frank Lloyd : Nell Serviss
- 1916 : Her Father's Son : Frances Fletcher
- 1916 : The Right Direction : Polly Eccles
- 1917 : The Wax Model : Mulie Davenant
- 1917 : The Spirit of Romance : Abby Lou Maynard
- 1917 : The Girl at Home : Jean Hilton
- 1917 : Giving Becky a Chance de Howard Estabrook : Becky Knight
- 1917 : Le Sacrifice de Sato (Forbidden Paths) de Robert Thornby : Mildred Thornton
- 1917 : A Kiss for Susie de Robert Thornby : Susie Nolan
- 1917 : Little Miss Optimist : Mazie-Rosie Carden
- 1917 : The Trouble Buster de Frank Reicher : Michelna Libelt
- 1917 : The Sunset Trail : Bess Aiken
- 1917 : Molly Entangled : Molly Shawn
- 1917 : The Fair Barbarian : Octavia Bassett
- 1918 : A Petticoat Pilot : Mary-'Gusta
- 1918 : Unclaimed Goods : Betsey Burke
- 1918 : Viviette (en) de Walter Edwards : Viviette
- 1918 : Her Country First : Dorothy Grant
- 1918 : Mirandy Smiles : Mirandy Judkins
- 1919 : Jane Goes A' Wooing : Jane Neill
- 1919 : You Never Saw Such a Girl : Marty McKenzie
- 1919 : Little Comrade de Chester Withey : Genevieve Rutherford Hale
- 1919 : The Home Town Girl : Nell Fanshawe
- 1919 : An Innocent Adventuress : Lindy
- 1919 : Louisiana : Louisiana Rogers
- 1919 : The Third Kiss (en) de Robert G. Vignola : Missy
- 1919 : His Official Fiancée : Monica Trant
- 1920 : Husbands and Wives : Olive Thurston
- 1920 : The Song of the Soul : Barbara Seaforth
- 1921 : Mother Eternal : Alice Baldwin
- 1921 : Pardon My French de Sidney Olcott : Polly
- 1925 : Soiled : Mary Brown
- 1935 : Folies-Bergère de Marcel Achard et Roy Del Ruth : Usherette

## Postérité
Vivian Martin apparaît dans une séquence tirée du film Giving Becky a Chance (1917) dans le court métrage promotionnel The House That Shadows Built, produit par Paramount Pictures en 1931 pour célébrer le vingtième anniversaire de la fondation de la société (en 1912).